# François Mathy
François Mathy, född den 31 december 1944 i Bryssel i Belgien, är en belgisk ryttare.
Han tog OS-brons i lagtävlingen i hoppning i samband med de olympiska ridsporttävlingarna 1976 i Montréal.